# Беседки (Рязанская область)
Беседки — деревня в Пителинском районе Рязанской области. Входит в Потапьевское сельское поселение

## География
Находится в северо-восточной части Рязанской области на расстоянии приблизительно 5 км на запад-северо-запад по прямой от районного центра поселка Пителино.

## История
В 1862 году здесь (тогда сельцо Елатомского уезда Тамбовской губернии) было учтено 18 дворов.

## Население
Численность населения: 204 человека (1862 год), 46 в 2002 году (русские 100 %), 20 в 2010.